# Dmisteinbergita
A Dmisteinbergita é um mineral, do grupo dos feldspatos com fórmula química CaAl2Si2O8. Ocorre em superfícies fraturadas de depósitos de carvão queimados sobretudo nos Montes Urais (Rússia), muitas vezes associada a cordierita, mullita, anortita, wollastonita, tridimita, faialita, fassaíta, norbergita-condrodita, grafita e sulfetos de ferro.
Cristaliza no sistema hexagonal, com hábito tabular. Possui dureza 6 e clivagem perfeita segundo {0,0,1}.
Seu nome é uma homenagem ao petrologista Dmitrii Sergeevich Steinberg do Instituto de Geologia e Geoquímica de Yekaterinberg, Rússia.